# Meisterstein

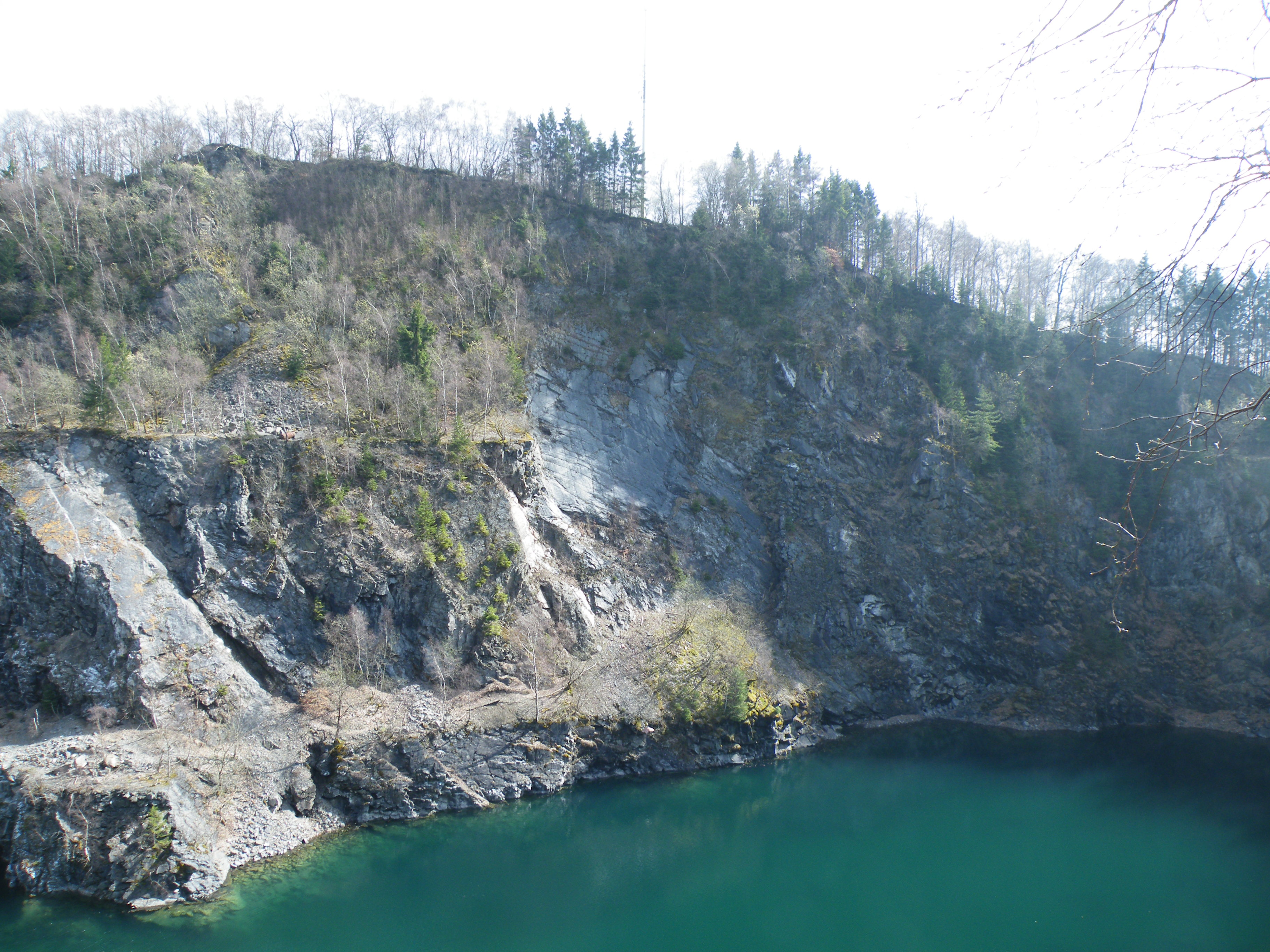
Südseite des Bergsees

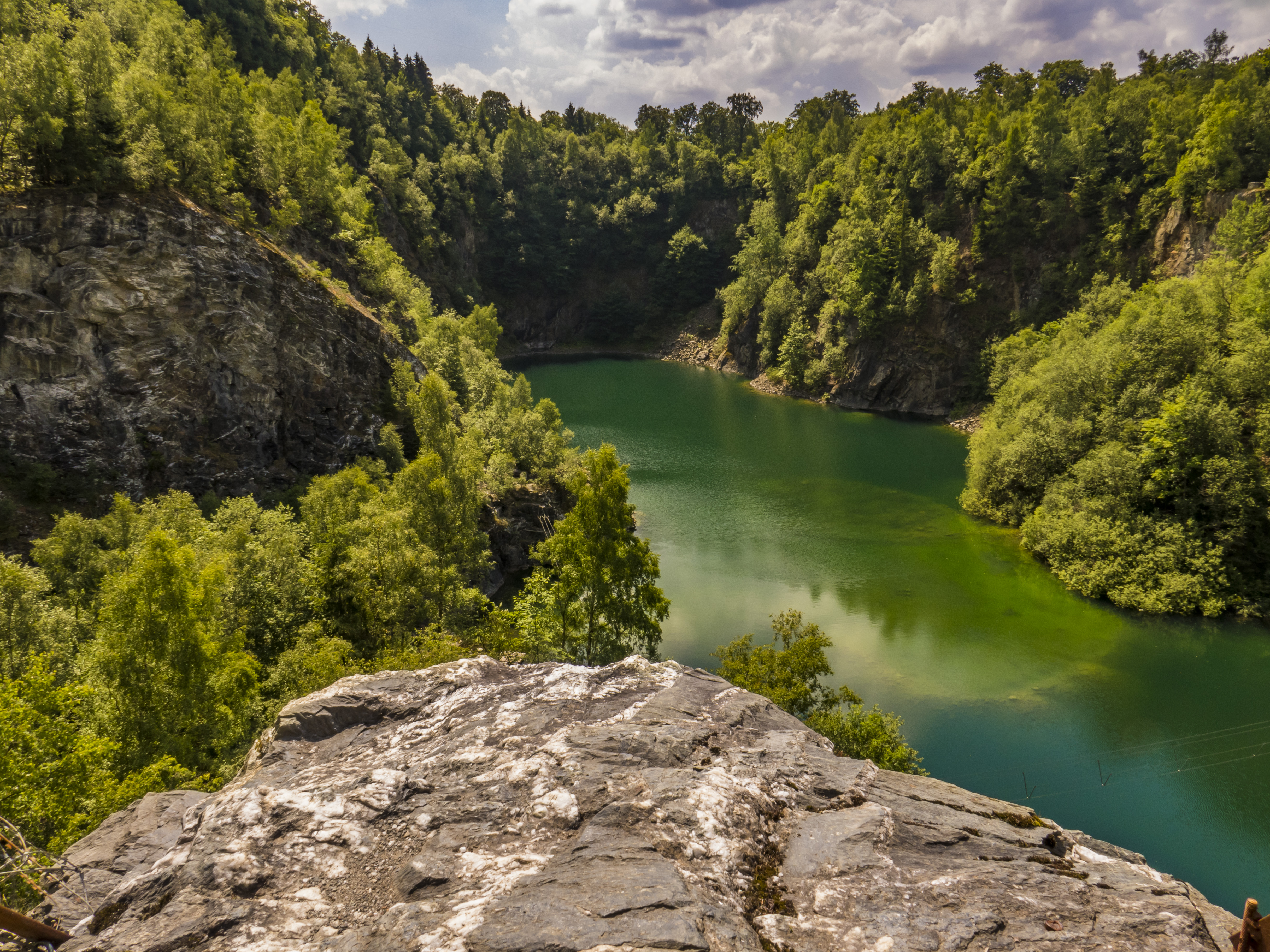
Bergsee von Südosten

Der Meisterstein bei Siedlinghausen im nordrhein-westfälischen Hochsauerlandkreis ist ein 636,4 m ü. NHN hoher Berg des Rothaargebirges.

## Geographie

### Lage
Der Meisterstein liegt im Sauerland im Norden von Rothaargebirge und im Naturpark Sauerland-Rothaargebirge. Sein Gipfel erhebt sich etwa 1,3 km südsüdöstlich vom Ortskern des Dorfs Siedlinghausen, einem an der Mündung vom östlich des Bergs fließenden Bach Namenlose in die westlich von ihm verlaufende Neger gelegenen Stadtteil des rund 6,5 km (jeweils Luftlinie) südöstlich vom Gipfel liegenden Winterberg. Während die Nordflanke in Richtung des Negertals abfällt, erhebt sich jenseits und damit östlich des Namenlosetals der Iberg (703,7 m), nach Süden leitet die Landschaft zum Hillkopf (717,4 m) über und im Westen liegt jenseits des Negertals der Hömberg (715 m).

### Naturräumliche Zuordnung
Die Meisterstein gehört in der naturräumlichen Haupteinheitengruppe Süderbergland (Nr. 33) in der Haupteinheit Rothaargebirge (mit Hochsauerland) (333) und in der Untereinheit Winterberger Hochland (333.5) zum Naturraum Nordheller Höhen (333.57). Seine Landschaft fällt in Richtung Norden nach Siedlinghausen in den zur Untereinheit Hochsauerländer Schluchtgebirge (333.8) zählenden Teil-Naturraum Assinghauser Grund der Bödefelder Mulde (333.80) ab.

## Ehemaliger Steinbruch mit Bergsee
Ab 1930 wurde Diabas abgebaut und für den Bau von Straßen und Eisenbahnlinien im Hochsauerland verwendet. Am Berg fand man das Mineral Dolerit. Der Diabas-Abbau hinterließ eine riesige Mulde westlich des heutigen Berggipfels, die sich mit Grund- und Regenwasser füllte und einen Bergsee bildete. Der Bergsee hat eine Tiefe von 7 bis maximal 9 m. Der See liegt auf 557,3 m Höhe.
Etwas südsüdwestlich des Berggipfels und südöstlich oberhalb des Sees steht auf etwa 630 m Höhe ein Sendeturm.

## Schutzausweisungen
Für das Gebiet Meisterstein lassen sich im Laufe der Zeit drei verschiedene Schutzausweisungen von Behörden nachweisen. Zuerst stellte der Kreis Brilon das Gebiet als Naturdenkmal Meisterstein unter Schutz. Der Zeitpunkt der Unterschutzstellung ist unklar; der Kreis Brilon ging 1975 im Hochsauerlandkreis auf. 1983 wies dann der Hochsauerlandkreis das Gebiet in einer Größe von 3,7 ha im Landschaftsplan Winterberger Hochfläche als geschützten Landschaftsbestandteil (LB) aus, wodurch der Naturdenkmalstatus abgelöst wurde. Die Schutzausweisung als LB erfolgte wegen der prägenden und belebenden Funktion des Gebietes für das Landschaftsbild. Im neuen Landschaftsplan Winterberg wurde das Gebiet 2008 hingegen Teil des Landschaftsschutzgebietes Winterberg von 8,786 ha Größe. Das Landschaftsschutzgebiet Winterberg gehört zum Typ A, Allgemeiner Landschaftsschutz, in dem nur das Errichten von Bauwerken verboten ist.

## Verkehr und Wandern
Östlich und nördlich vorbei am Meisterstein verlaufen zwischen Silbach und Siedlinghausen die Bahnstrecke Nuttlar–Winterberg und die Landesstraße 740, wobei letztere in Siedlinghausen die von Rehsiepen kommende und vorbei am einstigen Jagdschloss Siedlinghausen führende L 742 kreuzt. Zum Beispiel an diesen Straßen beginnend kann der Berg unter anderem auf Waldwegen und -pfaden erwandert werden.

## Klettergebiet Meisterstein
Seit ungefähr dem Jahr 2000 gehörte der Steinbruch des Meistersteins dem niederländischen Outdoor-Unternehmen Nijssen Management & Team Training B.V. Seitdem wird im Bruch geklettert und getaucht. Öfter nutzen auch Militäreinheiten aus den Niederlanden und Deutschland den Bruch für Übungen. An der Erschließung von Kletterrouten waren 2006 und 2007 auch Mitglieder des Deutschen Alpenvereins (DAV) und der IG Klettern beteiligt. Neben Teilnehmern von Veranstaltungen von Nijssen Management & Team Training B.V. dürften auch Mitglieder des DAV und der IG Klettern im Bruch klettern. 2017 lief der Vertrag über klettern durch Mitglieder des DAV und der IG Klettern aus. Im Bruch gibt es die Kletterbereiche Große Wand, Große Platte, Übungswand, Sporn und Schwarze Wand. Zum Schutz des dortigen Uhuvorkommens gibt es ein Kletterverbot im Brutbereich vom 1. Februar bis zum 31. Juli. Später kaufte die niederländische Firma Prof Training Center das Gelände. Die Firma bietet Teambuilding & Veranstaltungen an.

## Wanderfalke und Uhu
Am 22. Juni 1915 erfolgte im Steinbruch der erste Brutnachweis des Wanderfalken. Damals entdeckte Koch dort drei Jungvögel. Außer dem Meisterstein war damals in Westfalen nur die Bruchhauser Steine als Wanderfalken-Brutplatz bekannt. Noch 1932 führt Hermann Reichling den Bruch als Wanderfalken-Brutplatz auf. Im Steinbruch brütet heute der Uhu.